# Weki Meki
Weki Meki (hangul: 위키미키, także znane jako WEME (위미)) – południowokoreański girlsband, który zadebiutował w 2017 roku pod wytwórnią Fantagio. Grupa składa się z ośmiu członkiń: Ji Su-yeon, Elly, Choi Yoo-jung, Kim Do-yeon, Sei, Lua, Rina oraz Lucy. Weki Meki zadebiutowały 8 sierpnia 2017 roku wydając minialbum WEME.

## Historia

### Przed debiutem
Członkinie zaczęły jako stażystki w Fantagio i-Teen, programie rozwoju talentów agencji Fantagio i były znane jako i-Teen Girls. W 2015 roku Do-yeon, Yoo-jung, Lua, Lucy i Elly z i-Teen Girls (a także byłe stażystki Chu Ye-jin i Lee Soo-min) pojawiły się jako cameo w przeddebiutowym internetowym serialu zespołu Astro To Be Continued.
Elly (jako Jung Hae-rim), Yoo-jung, Do-yeon i Sei (jako Lee Seo-jeong, wtedy pod LOUDERS Entertainment) rywalizowały w programie telewizyjnym Produce 101 Mnetu, który był emitowany od 22 stycznia do 1 kwietnia 2016 roku. Yoo-jung i Do-yeon znalazły się w finałowej jedenastce zawodniczek i zadebiutowały w grupie projektowej dziewcząt I.O.I.
W marcu 2017 roku Weki Meki (wtedy jeszcze i-Teen Girls) utworzyły kanał Naver V Live Channel, w którym 8 stażystek przedstawiło się jako kolejna żeńska grupa Fantagio. Były to: Elly, Yoojung, Doyeon, Sei, Lua, Rina, Lucy i była stażystka Yejin. W transmisji V Live z 5 czerwca Doyeon i Yoojung ujawniły ostateczny skład zespołu, z udziałem stażystki Ji Su-yeon.
6 czerwca Fantagio ujawniło, że ich nowa żeńska grupa będzie nazywać się Weki Meki.

### Od 2017: Debiut zWEMEiLucky
Weki Meki wydały swój debiutancki minialbum WEME 8 sierpnia 2017 roku. Zawierał sześć utworów z głównym singlem zatytułowanym „I don't like your Girlfriend”. Płyta zawierała również teksty autorstwa Yoojung. Miesiąc później, 12 września, została wydana limitowana wersja „B” ich debiutanckiego wydawnictwa. Minialbum sprzedał się w liczbie ponad 50 tys. kopii, czyniąc go najlepiej sprzedającym się albumem debiutującego w 2017 roku girlsbandu.
21 lutego 2018 roku Weki Meki wydały drugi minialbum Lucky. Na płycie znalazło się sześć piosenek, w tym główny singel „La La La” oraz „Butterfly”. Druga piosenka jest remakiem piosenki ze ścieżki dźwiękowej z filmu Gukgadaepyo z 2009 roku, którą grupa wydała w celu promocji Zimowych Igrzysk Olimpijskich w 2018 roku.
Na początku maja grupa zapowiedziała kolaborację z zespołem Cosmic Girls. W skład specjalnego unitu WJMK weszły Seola i Luda z Cosmic Girls, a także Yoojung i Doyeon z Weki Meki. Grupa wydała cyfrowy singel „STRONG” (kor. 짜릿하게 (STRONG)) 1 czerwca.
Pierwszy CD singel, zatytułowany Kiss, Kicks, ukazał się 11 października.

## Członkinie
| Pseudonim     | Pseudonim | Prawdziwe imię | Prawdziwe imię | Data urodzenia           | Pozycja                         |
| Latynizacja   | Hangul    | Latynizacja    | Hangul         | Data urodzenia           | Pozycja                         |
| ------------- | --------- | -------------- | -------------- | ------------------------ | ------------------------------- |
| Ji Su-yeon    | 지수연    |                |                | 20 kwietnia 1997(dts)    | liderka, główny wokal           |
| Elly          | 엘리      | Jung Hae-rim   | 정해림         | 20 lipca 1998(dts)       | wokal                           |
| Choi Yoo-jung | 최유정    |                |                | 12 listopada 1999(dts)   | główna raperka, główna tancerka |
| Kim Do-yeon   | 김도연    |                |                | 4 grudnia 1999(dts)      | wokal                           |
| Sei           | 세이      | Lee Seo-jeong  | 이서정         | 7 stycznia 2000(dts)     | wokal                           |
| Lua           | 루아      | Kim Soo-kyung  | 김수경         | 6 października 2000(dts) | wokal                           |
| Rina          | 리나      | Kang So-eun    | 강소은         | 27 września 2001(dts)    | wokal                           |
| Lucy          | 루시      | No Hyo-jeong   | 노효정         | 31 sierpnia 2002(dts)    | wokal                           |

## Dyskografia

### Minialbumy
| 2017                                           | Weme - Wydany: 8 sierpnia 2017 - Wytwórnia: Fantagio Music - Format: CD, digital download, SMC          | 7  | - KOR: 49 476+              |
| 2018                                           | Lucky - Wydany: 21 lutego 2018 - Wytwórnia: Fantagio Music - Format: CD, digital download, SMC          | 2  | - KOR: 32 698+ - JPN: 1631+ |
| 2020                                           | Hide and Seek - Wydany: 18 czerwca 2020 - Wytwórnia: Fantagio Music - Format: CD, digital download, SMC | 13 | - KOR: 12 759+              |
| 2020                                           | New Rules - Wydany: 8 października 2020 - Wytwórnia: Fantagio Music - Format: CD, digital download, SMC | 13 | - KOR: 12 207+              |
| 2021                                           | I Am Me. - Wydany: 18 listopada 2021 - Wytwórnia: Fantagio Music - Format: CD, digital download, SMC    | 12 | - KOR: 17 366+              |
| "–" oznacza, że wydawnictwo nie było notowane. | |    |                             |

### Single
Cyfrowe
- „I Don’t Like Your Girlfriend” (2017)
- „La La La” (2018)
- „Butterfly” (2018)
- „Dazzle Dazzle” (2020)
- „Oopsy” (2020)
- „Cool” (2020)
- „Siesta” (2021)

CD
| Rok  | Dane dot. albumu                                                                                      | Najwyższa pozycja | Sprzedaż       |
| Rok  | Dane dot. albumu                                                                                      | KOR               | Sprzedaż       |
| ---- | --- | ----------------- | -------------- |
| 2018 | Kiss, Kicks - Wydany: 11 października 2018 - Wytwórnia: Fantagio Music - Format: CD, digital download | 5                 | - KOR: 22 281+ |
| 2019 | Lock End LOL - Wydany: 14 maja 2019 - Wytwórnia: Fantagio Music - Format: CD, digital download        | 6                 | - KOR: 20 051+ |
| 2019 | Week End LOL - Wydany: 8 sierpnia 2019 - Wytwórnia: Fantagio Music - Format: CD, digital download     | 7                 | - KOR: 9149+   |